# Sommer-Paralympics 2024/Teilnehmer (Ghana)
| stlisierte Goldmedaille | stlisierte Silbermedaille | stlisierte Bronzemedaille |
| ----------------------- | ------------------------- | ------------------------- |
| —                       | —                         | —                         |

Ghana entsandte für die Paralympischen Spiele 2024 in Paris vier Athleten.

## Teilnehmer nach Sportart

### Leichtathletik
| Athleten     | Klassifizierung | Wettbewerb  | Qualifikationsrunde | Qualifikationsrunde | Finale      | Finale |
| Athleten     | Klassifizierung | Wettbewerb  | Weite               | Rang                | Weite       | Rang   |
| ------------ | --------------- | ----------- | ------------------- | ------------------- | ----------- | ------ |
| Frauen       |                 |             |                     |                     |             |        |
| Zinabu Issah | F57             | Kugelstoßen | 8,67 m              | 1                   | 8,84 m (PB) | 9      |
| Zinabu Issah | F57             | Diskuswurf  | 24,39 m             | 3                   | 23,85 m     | 12     |

PB: Persönliche Bestleistung

### Powerlifting (Bankdrücken)
| Athleten      | Wettbewerb  | Gewicht | Rang |
| ------------- | ----------- | ------- | ---- |
| Männer        |             |         |      |
| Tahiru Haruna | über 107 kg | 210 kg  | 7    |

### Radsport

#### Bahn
| Athleten        | Wettbewerb                 | Qualifikation | Qualifikation | Finals        | Finals        | Rang |
| Athleten        | Wettbewerb                 | Zeit          | Rang          | Gegner        | Zeit          | Rang |
| --------------- | -------------------------- | ------------- | ------------- | ------------- | ------------- | ---- |
| Männer          |                            |               |               |               |               |      |
| Frederick Assor | Einerverfolgung B (4000 m) | 6:30,071 min  | 16            | ausgeschieden | ausgeschieden | 16   |
| Frederick Assor | Zeitfahren B (1000 m)      | 1:24,722 min  | 11            | ausgeschieden | ausgeschieden | 11   |

### Taekwondo
| Athlet            | Wettbewerb     | Rang |
| ----------------- | -------------- | ---- |
| Frauen            |                |      |
| Patricia Kyeremaa | K44 über 65 kg | 9    |